# William B. Helmreich
William Benno Helmreich (geboren 25. August 1945 in Zürich; gestorben 28. März 2020 in Great Neck, New York) war ein US-amerikanischer Judaist und Soziologe. Er war Professor für Soziologie am City College of New York und am CUNY Graduate Center der City University of New York.

## Leben
William B. Helmreich wurde als Sohn von Leo und Sally (geb. Finkelstein) Helmreich geboren. Die Eltern hatten aus dem besetzten Belgien über Frankreich vor den Nationalsozialisten fliehen können. Als Helmreich ein Jahr alt war, wanderte die Familie nach New York City aus. Sein Vater betätigte sich dort zunächst als Juwelier und später als Diamantenhändler.
Er wuchs an der Upper West Side Manhattans auf und besuchte dort eine orthodoxe Jeschiwa als Schule. Helmreich studierte zunächst an der Yeshiva University und erwarb den Titel eines Doktors an der Washington University in St. Louis.
William B. Helmreich starb 2020 während der COVID-19-Pandemie an den Folgen einer SARS-CoV-2-Infektion in seinem Haus in Great Neck im Alter von 74 Jahren. Er hinterließ eine Ehefrau, zwei Söhne und eine Tochter. Ein weiterer Sohn war bereits 1998 verstorben.

## Wirken
Helmreich war der Verfasser von 18 Büchern. Die von ihm behandelten Themenbereiche und Interessengebiete wurden als eklektisch bezeichnet und umfassen beispielsweise Rassenbeziehungen, Orthodoxes Judentum, städtisches Leben, New York und den Holocaust.
Mit seinem 1973 erschienenen Buch The Black Crusaders: A Case Study of a Black Militant Organization befasste er sich zeitnah mit der militanten schwarzen Gruppe der Black Crusaders, die zum Ende der 1960er Jahre aktiv war. Es war aus seiner Dissertation entwickelt worden.
In The World of the Yeshiva: An Intimate Portrait of Orthodox Judaism (1982) arbeitete er auch seine eigene Jugend und seinen eigenen religiösen Hintergrund als orthodoxer Jude auf.
Für sein Werk Against All Odds: Holocaust Survivors and the Successful Lives They Made in America wurde William Helmrich 1993 mit dem National Jewish Book Award ausgezeichnet. Helmreich untersucht in diesem Werk die Gruppe der etwa 140.000 Juden, die den Holocaust überlebten und sich in den Vereinigten Staaten niederließen, und vergleicht sie mit den bereits zuvor in den USA lebenden Juden. In dem datenreichen und mit zahlreichen Interviews untermauerten Buch kommt er zu dem Ergebnis, dass die zugewanderten Überlebenden tendenziell beruflich erfolgreicher und zufriedener seien und stabilere Ehen führten. Er führt dies auf beim Überleben erlernte Fähigkeiten zurück.
In dem 2011 erschienenen Buch What Was I Thinking?: The Dumb Things We Do and How to Avoid Them befasste sich Helmreich mit verbreiteten Fehlentscheidungen und den Gründen für diese Fehler.
2013 erschien Helmreichs Buch The New York Nobody Knows: Walking 6,000 Miles in the City. Er verarbeitete in diesem Buch Spaziergänge zu jedem Block der Stadt New York in den Jahren 2008 bis 2012. Helmreich wurde zu diesem Buch durch Spaziergänge mit seinem Vater angeregt. Publishers Weekly urteilte, das Buch käme nahe an das Ideal heran „alles zu liefern, was man wissen wollte, aber niemanden zu fragen wusste“. Die Erzählweise sei zwar teilweise sehr mäandernd, was aber angemessen sei, da der Autor eine balkanisierte Stadt beschreiben wolle. Ergänzt wurde dieses Buch durch The Manhattan Nobody Knows: An Urban Walking Guide und The Brooklyn Nobody Knows 2017, in dem er weiter die Erwanderung dieser Stadtteile beschreibt. Zum Zeitpunkt seines Todes war Helmreich beim Beenden des Ergänzungsbandes für Staten Island.